# 鬼把戲
《鬼把戲》（英語：Caveat）是一部2020年愛爾蘭恐怖電影，由達米安·麥卡錫編劇、導演和剪輯，是他的長片導演處女作。喬納森·弗倫奇飾演艾薩，一名患有部分記憶喪失症的遊民，他接受了一份工作，在一座偏僻島嶼上的一所房子裡照顧一名精神失常的女子。該片於2020年10月4日在愛爾蘭IndieCork電影節首映。

## 剧情
失憶的遊民艾薩被房東摩爾·巴瑞僱傭來照顧姪女歐嘉，歐嘉偶爾會在沒有任何预兆的情況下陷入緊張症，這讓她在偏遠島嶼上的生活處於危險之中。這項工作要求艾薩穿著挽具被用铁链拴住，让他只能在房子的特定区域活动。他從摩爾那裡得知歐嘉的母親將丈夫鎖在地下室後失踪了。歐嘉的父親因極度幽闭恐惧症而精神失常后自殺。在房子裡，艾薩發現，當清醒時，歐嘉会拿著一把十字弓和一隻玻璃眼睛像人的怪異玩具兔子四處遊蕩。
在經歷了超自然现象後，艾薩發現歐嘉母親的屍體藏在地下室的牆後，用兔子娃娃作為尋龍尺，只要房子裡有任何東西靠近，就會發出鼓聲。歐嘉警告艾薩，摩爾不會讓他離開，並透露了摩爾告訴她的話：摩爾和她的父親殺死了她的母親，母親平日里喜歡利用幽閉恐懼症捉弄丈夫。摩爾也曾計劃殺死他的哥哥，但未能如願。然後他僱傭了艾薩，艾薩將歐嘉的父親引誘到地下室后將他鎖在那裡。艾薩讓歐嘉給摩爾打電話，摩爾證實了這個故事。
艾薩從歐嘉母親的屍體上拿走了鑰匙，擺脫了铁链的束縛。歐嘉關閉了電源，試圖殺死艾薩，但陷入了緊張症。他利用歐嘉的緊張症逃跑，给歐嘉穿上挽具，但她設法用十字弓射中了他的腿。艾薩恢復了記憶，原来他對她父親的死並不負有責任，因為他后来改變了想法，留下了一張便條想要警告他，但便條被摩爾发现了。摩爾將艾薩推下了陽台，艾薩倖存但失忆了。
艾薩試圖通過爬行空间逃跑，但被歐嘉的母親跟踪。這條通道通向地下室牆壁的一部分，他曾在那裡發現她的屍體，现在他發現屍體仍然在那裡。他試圖穿過薄薄的牆壁出去，但注意到屍體的頭部位置發生了輕微的變化。此时摩爾赶到，透过地下室牆上的洞看到了艾薩。歐嘉用十字弓射殺摩爾，走回樓上，鎖上了地下室的門。突然，摩爾通過對講機聽到艾薩的聲音，他已經從另一個爬行空间逃出了房子。歐嘉的母親看穿牆壁，在黑暗中跟踪摩爾。
在外面，艾薩解開了一隻被拴著的狗，發現歐嘉站在門口，仍然穿著挽具。

## 演员
- 喬納森·弗倫奇 饰 艾薩[4]
- 萊拉·賽克斯 饰 歐嘉[4]
- 本·卡普蘭 饰 摩爾·巴瑞，歐嘉的叔叔[4]
- 康諾·德韋恩 饰 歐嘉的爸爸